# Holmfrid Olsson
Holmfrid Olsson (Rörbäcksnäs, 20 mei 1943 – Lima, 27 januari 2009) was een Zweeds biatleet. Olsson nam zowel in 1968 als in 1972 deel aan het individuele en estafette-nummer tijdens de Olympische Winterspelen. Enkel in 1968 wist hij met Zweedse team de bronzen medaille weg te kapen in de 4 x 7,5km estafette. 

## Palmares
- Olympische Winterspelen
  - 1968 -  - 4 x 7,5km estafette
- Wereldkampioenschappen biatlon
  - 1966 -  - 4 x 7,5km estafette
  - 1967 -  - 4 x 7,5km estafette